# باری آلیباسوف
باری آلیباسوف (روسی: Бари Каримович Алибасов؛ زادهٔ ۶ ژوئن ۱۹۴۷) موسیقی‌دان، تهیه‌کننده موسیقی، آهنگساز، خواننده، عکاس، بازیگر، مجری، طبل‌زن، و مجری تلویزیون اهل اتحاد جماهیر شوروی سوسیالیستی است.
وی همچنین برندهٔ جوایزی همچون هنرمند شایسته فدراسیون روسیه شده‌است.